# 秋田県道229号古井内大久保停車場線
秋田県道229号古井内大久保停車場線（あきたけんどう229ごう ふるいないおおくぼていしゃじょうせん）は、秋田県潟上市を通る一般県道である。

## 概要
潟上市昭和豊川の山間部から路線が始まり、豊川に沿って下流まで向かう。途中、道の駅しょうわを過ぎ、秋田自動車道を立体交差するとすぐに国道7号に接続する。さらに西へ進むと、突き当たりを左折し、次の大久保交差点を右折すると、JR東日本 奥羽本線 大久保駅終点である。

### 路線データ
- 総延長 : 7.168 km[2]
- 実延長 : 6.928 km[2]
- 起点 : 秋田県潟上市昭和豊川上虻川字四枚目29番1[3]北緯39度51分0.91秒 東経140度7分59.83秒
- 終点 : 秋田県潟上市昭和大久保字街道下70番5（大久保駅）[3]北緯39度52分16.64秒 東経140度3分48.72秒
- 未供用区間 : なし[2]

## 歴史
- 1959年（昭和34年）2月17日 - 秋田県道に認定される[3]。

## 路線状況

### 重複区間
- 秋田県道104号男鹿昭和飯田川線・秋田県道303号秋田昭和飯田川線（潟上市大久保字街道下・地内）、40メートル[2]

### 冬季閉鎖区間
- なし[4]

### 交通不能区間
- なし[5]

### 道路施設
- 道の駅しょうわ（愛称・ブルーメッセ）

## 地理

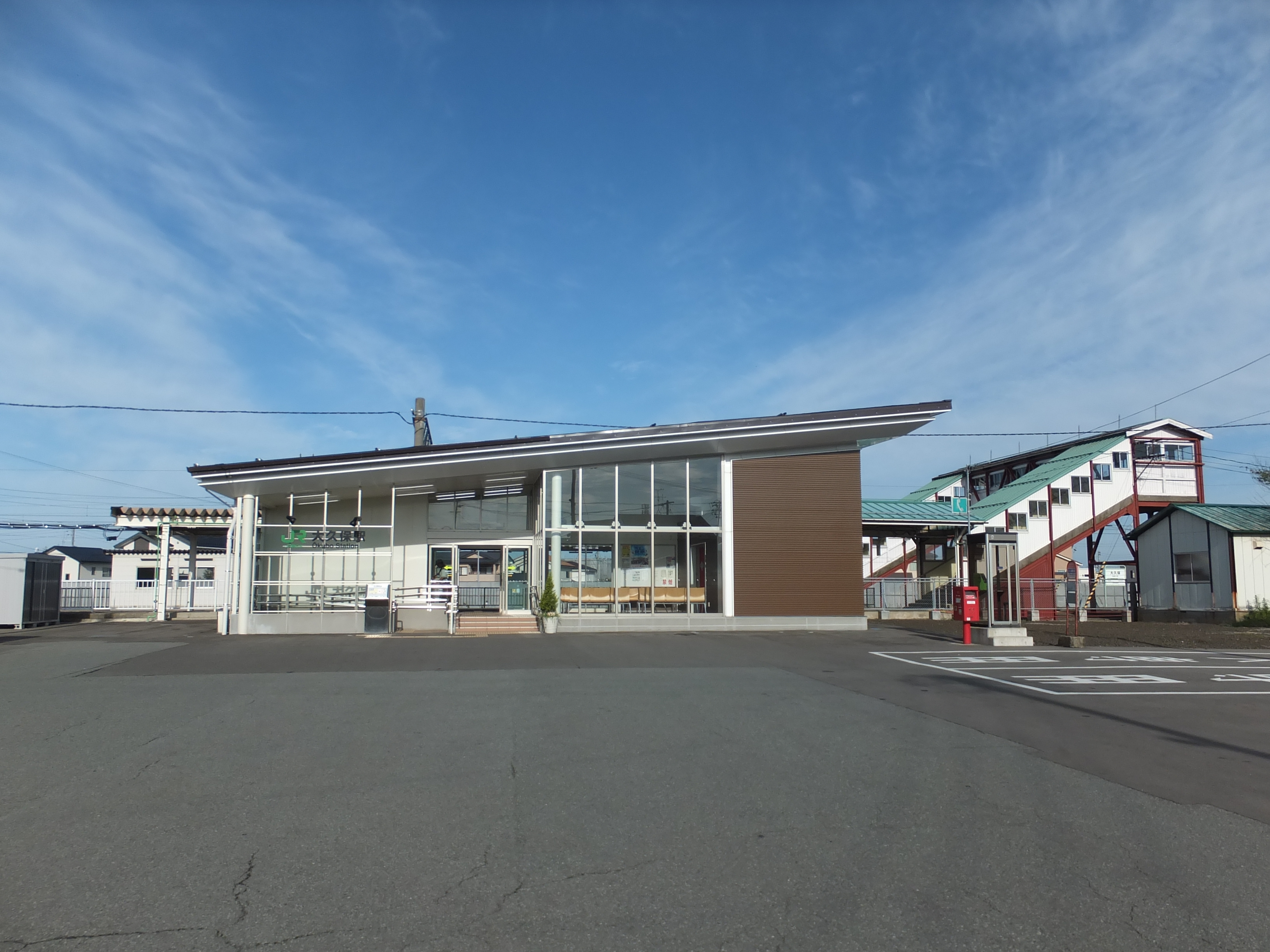
終点・大久保駅

### 交差する道路
| 施設名         | 接続路線名                                                            | 備考     | 所在地                                                                                   |
| -------------- | --------------------------------------------------------------------- | -------- | ---------------------------------------------------------------------------------------- |
|                |                                                                       | 起点     | 潟上市昭和豊川上虻川字四枚目                                                             |
|                | 秋田県道112号久保秋田線                                               |          | 潟上市昭和豊川上虻川北緯39度51分28.38秒 東経140度7分17.55秒                              |
| 道の駅しょうわ |                                                                       |          | 潟上市昭和豊川竜毛                                                                       |
| 豊川竜毛交差点 | 国道7号 （=国道285号 重複）                                           |          | 潟上市昭和豊川竜毛北緯39度52分1秒 東経140度4分30.5秒                                     |
| - 大久保交差点 | 秋田県道104号男鹿昭和飯田川線 （=秋田県道303号秋田昭和飯田川線 重複） | 重複区間 | 潟上市昭和大久保字虻川境北緯39度52分17.46秒 東経140度3分52.65秒 潟上市昭和大久保字街道下 |
| 大久保駅前     |                                                                       | 終点     | 潟上市昭和大久保字街道下                                                                 |

### 沿線の施設など
- JR東日本 奥羽本線 大久保駅